# Basalys tripartita
Basalys tripartita är en stekelart som först beskrevs av Marshall 1868.  Basalys tripartita ingår i släktet Basalys, och familjen hyllhornsteklar. Arten är reproducerande i Sverige.